# Brittoli
Brittoli – miejscowość i gmina we Włoszech, w regionie Abruzja, w prowincji Pescara.
Według danych na rok 2004 gminę zamieszkiwały 414 osoby, 27,6 os./km².